# Commodore PET
Commodore PET (Personal Electronic Transactor) – linia komputerów domowych (osobistych) produkowanych przez firmę Commodore International w latach 1977–1982.
PET był pierwszym w pełni funkcjonalnym komputerem firmy Commodore. Na jego podstawie firma stworzyła później całą linię 8-bitowych komputerów domowych, takich jak Commodore VIC-20 czy Commodore 64. PET najlepiej sprzedawał się na kanadyjskim oraz amerykańskim rynku edukacyjnym.
Pierwszy model, PET 2001, został zaprezentowany podczas targów Consumer Electronics Show w 1977 roku.

## Historia
Na początku lat 70. XX wieku Commodore był jednym z producentów kalkulatorów bazujących na układach scalonych firmy Texas Instruments (TI). Jednak w 1975 roku TI podniosło ceny swoich komponentów do tego stopnia, że sam chip potrafił kosztować więcej, niż wyprodukowanie bazującego na nim kalkulatora.
Commodore znalazło więc inną firmę produkującą układy scalone – MOS Technology. Firma ta właśnie wprowadzała na rynek swój mikroprocesor MOS 6502, oraz bazujący na nim hobbystyczny mikrokomputer KIM-1. Chuck Peddle, twórca mikrokomputera, starał się przekonać szefa Commodore Jacka Tramiela, że kalkulatory są już przeżytkiem, a jego firma powinna skupić się na produkcji „prawdziwych” komputerów. Tramiel zgodził się pod warunkiem, że Peddle skonstruuje swój komputer w ciągu 6 miesięcy na targi elektroniki użytkowej Consumer Electronics Show.
Było to dość trudne zadanie dla Peddle’a, mimo że koncepcja jego komputera narodziła się jeszcze wtedy, gdy pracował w MOS Technology. Pierwszy prototyp PET-a został więc skonstruowany w pośpiechu na bazie drewnianej deski i kineskopu wymontowanego z czarno-białego telewizora, który Peddle kupił w lokalnym sklepie z elektroniką za ok. 90 $. Zadanie jednak udało mu się ukończyć i PET został zaprezentowany na targach, gdzie spotkał się z dużym zainteresowaniem.

## Wersje produkcyjne

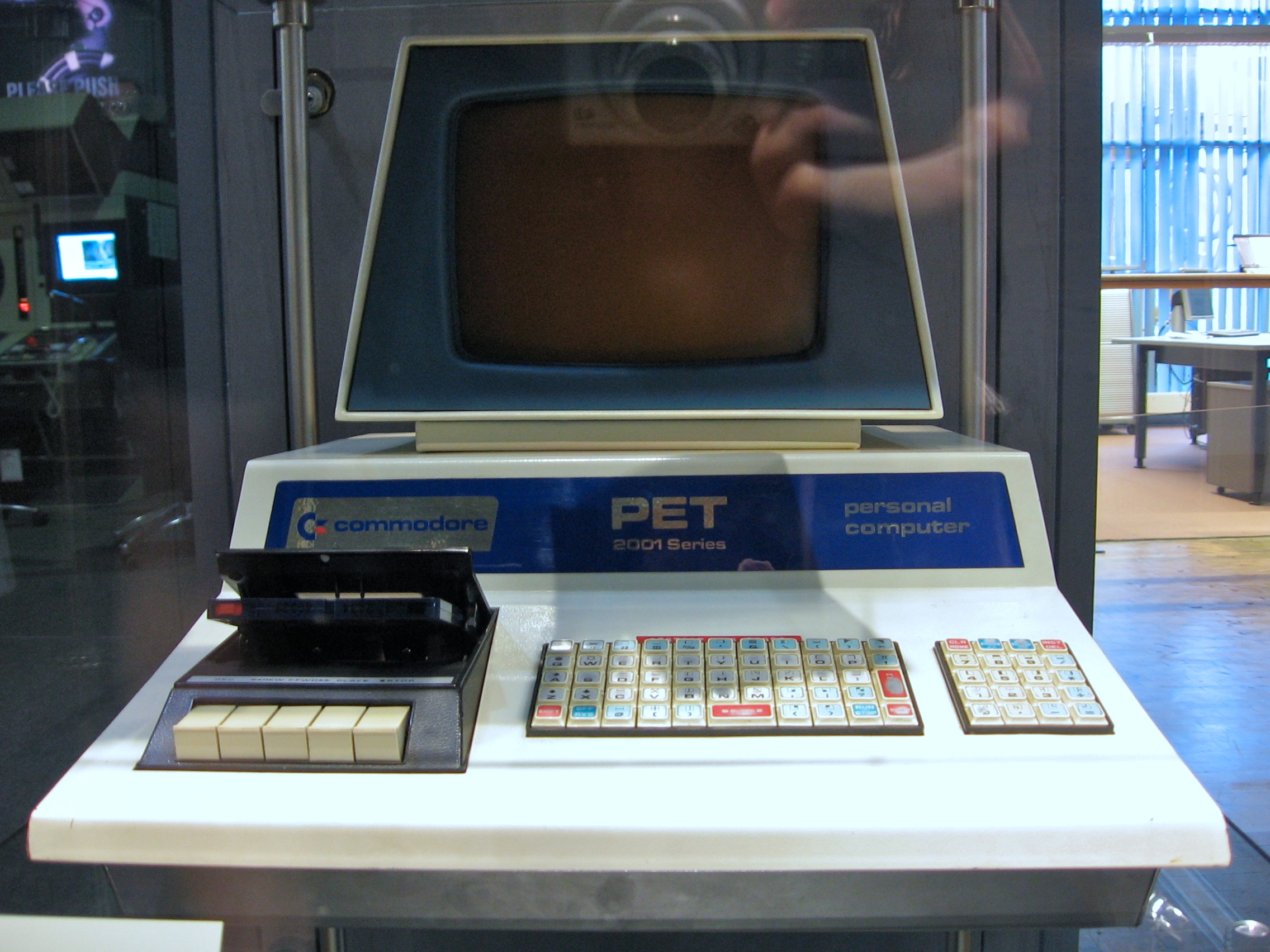
PET 2001

### PET 2001
Pierwsza wersja produkcyjna PET-a miała 4 lub 8 kB RAM-u, do generowania obrazu używała chipa MOS 6545. Wyświetlał on obraz na wbudowanym monitorze o rozdzielczości 40*25 znaków. Komputer miał także wbudowany magnetofon kasetowy i raczej niewygodną, bardzo małą klawiaturę.
Komputer sprzedawał się nieźle, ale często krytykowano jego klawiaturę, w wyniku czego Commodore wprowadził na rynek nowe wersje 2001-N i 2001-B, w których magnetofon nie stanowił już integralnej części obudowy, co pozwoliło na użycie większej i wygodniejszej klawiatury. Dodatkowo wprowadzono także zmiany na płycie głównej i produkowano modele z powiększoną pamięcią 2001-N-8, -N-16 oraz -N-31 (z kolejno 8, 16 i 32 kilobajtami pamięci).

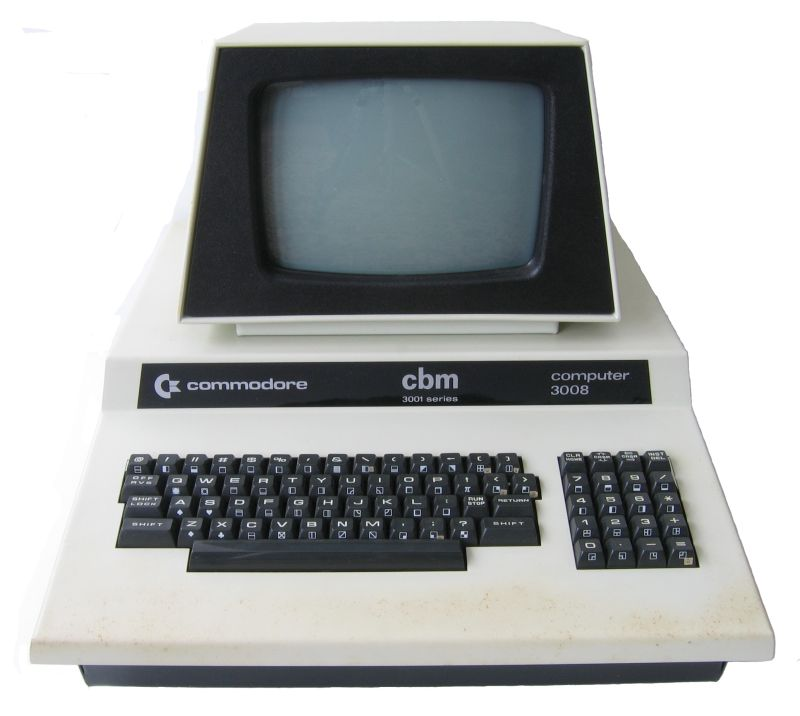
CBM3008

### CBM 3000
Trzy modele CBM 3000 to europejskie wersje PET-a 2001 (Commodore nie mógł użyć nazwy „PET”, która była zastrzeżona przez Philipsa), w tej serii sprzedawano trzy komputery 3008, 3016 i 3032 (odpowiedniki 2001-N-8, -N-16 oraz -N-31).

### CBM 4000

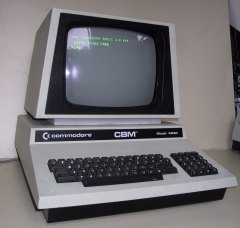
CBM 4032

Ostatnia wersja „klasycznego” PET-a, wewnętrznie identyczna z 2001, ale z większym monitorem monochromatycznym i z nowszą wersją BASIC-a, podobnie jak poprzednie modele sprzedawana była w trzech odmianach 4008, 4016 i 4032. W tym czasie Commodore zorientował się, że wiele osób kupowało tańsze modele, z mniejszą pamięcią i powiększało RAM we własnym zakresie i aby temu zapobiec modele 4008 i 4016 miały wycięte dziury w płycie głównej w miejscu, gdzie można było zamontować dodatkową pamięć. Model 4032 był bardzo popularny w szkołach, do czego przyczyniła się także jego bardzo solidna konstrukcja i wytrzymała, metalowa obudowa oraz łącze IEEE 488, które pozwalało na budowanie prostych sieci i wykorzystywanie przez wiele komputerów jednej drukarki czy stacji dysków.

### CBM 8000
CBM 8000 został wyposażony w nowy układ graficzny o rozdzielczości 80*25 znaków, co jednak powodowało liczne problemy z kompatybilnością i model ten nie zdobył znacznej popularności. Pierwsza wersja 8032 została wyposażona w 32kB pamięci z możliwością jej rozszerzenia o 64kB, druga wersja 8096 miała 96kB pamięci montowanej fabrycznie.
Późniejsze modele znane jako SK i Execudesk miały osobną klawiaturę i monitor.

### SP9000
Ostatnia wersja PET-a SP9000, znana także jako SuperPET i MicroMainframe bazowała na wersji CBM 8000 i została wyprodukowana na zamówienie University of Waterloo, gdzie komputer ten używany był do nauki programowania. Komputer został wyposażony w drugi mikroprocesor (Motorola 6809), a w pamięci ROM umieszczono dodatkowe języki programowania – BASIC dla 6502 i APL, COBOL, Fortran i Pascal dla 6809 (dodatkowo na dyskietce dostępny był asembler dla 6809).
SP9000 mogły służyć jako „inteligentne terminale” i były podłączone do komputerów mainframe – po napisaniu i przetestowaniu programów na SP9000 można je było załadować na mainframe.

## Grafika

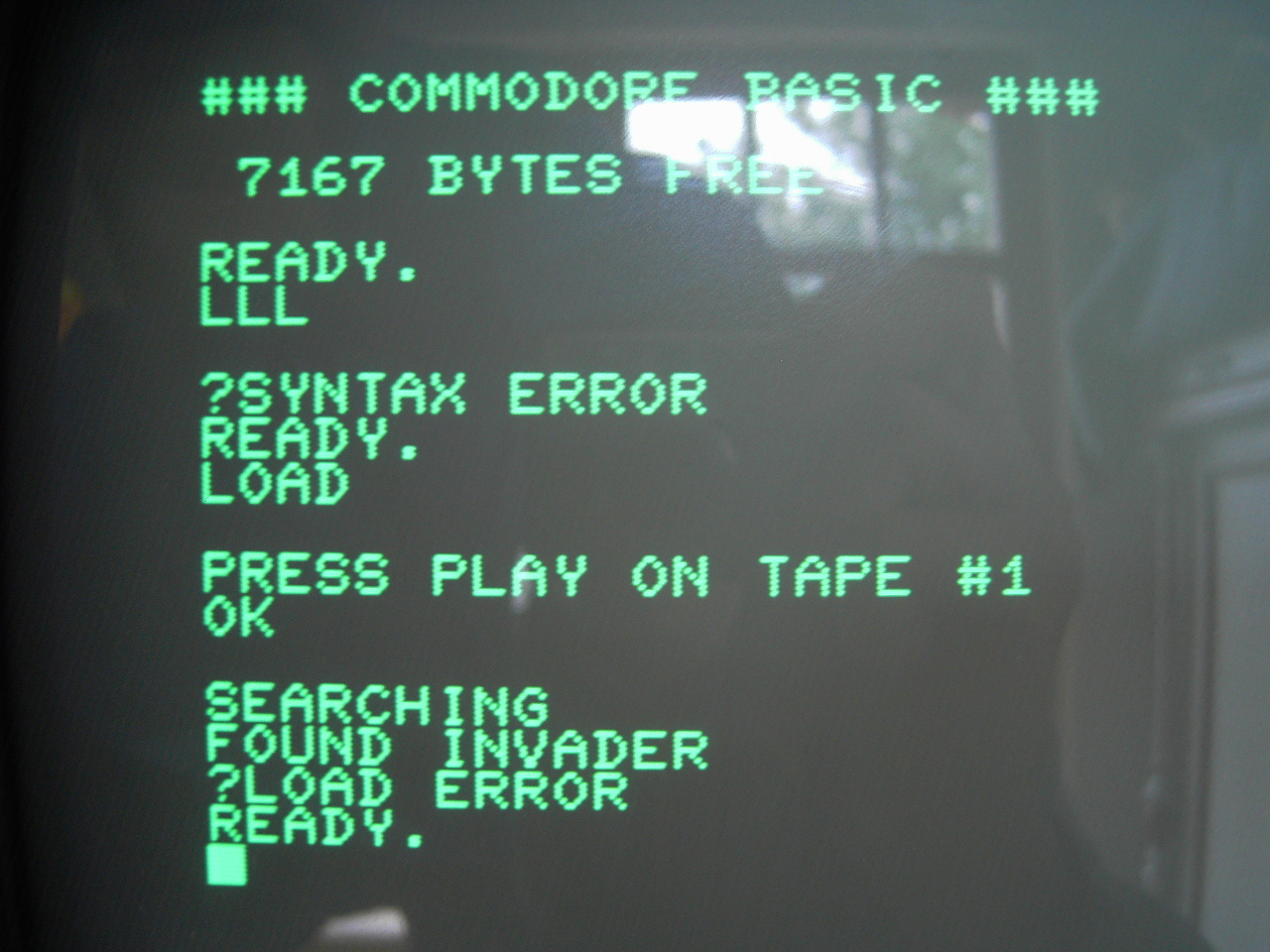
Screenshot ekranu z językiem Commodore BASIC

W porównaniu z komputerami, które ukazały się na rynku wkrótce po nim (np. Apple II, Atari 400/800 oraz następny projekt Commodore’a VIC-20) PET miał bardzo ubogie możliwości graficzne – ograniczenia układu graficznego sprawiały, że nie mógł on wyświetlać grafiki rastrowej, ale jedynie znaki graficzne zdefiniowane w ROM-ie, które nie mogły być w żaden sposób zmodyfikowane. Dostępny zbiór znaków PET-a znany jako PETSCII (rozszerzenie ASCII) był co prawda dość bogaty, ale nie mógł on konkurować z komputerami z grafiką rastrową, czy nawet z maszynami, które pozwalały na zdefiniowanie nowych znaków graficznych.

## Magazyn „Cursor”
Pod koniec lat 70. ukazywał się dostępny tylko przez prenumeratę magazyn „Cursor”, zawierający programy dla Peta. Był to niezwykle nowatorski jak na tamte czasy projekt, bowiem magazyn ukazywał się w postaci kompatybilnej z PET-em kasety magnetofonowej.

## „Killer poke”
We wczesnych modelach PET-a zmiana wartości jednej z komórek (używając BASIC-owej komendy POKE – stąd nazwa) znacznie przyspieszała wyświetlanie obrazu na ekranie i była to często używana sztuczka. Po wejściu na rynek nowszej wersji PET-a z nieco zmienionym układem graficznym okazało się, że ta sama sztuczka nieodwracalnie uszkadzała wbudowany monitor. Jest to jeden z bardzo rzadkich przypadków tzw. „killer poke” – programowalnego uszkodzenia sprzętu komputerowego.

## Dane techniczne

### Seria PET 2001, 2001-N i -B, CBM 3000
- procesor: 6502, 1 MHz
- RAM: 4, 8 lub 16kB / 8, 16 lub 32 kB
- ROM: 18 kB, z BASIC-iem 1.0, 20 kB z BASIC-iem 2.0
- grafika: MOS 6545, 9-calowy monitor monochromatyczny, rozdzielczość 40*25 znaków

### Seria PET 4000, CBM 8000
- procesor: 6502, 1 MHz
- RAM: 8, 16 lub 32 kB, 32 lub 96 kB
- ROM: 20kB z BASIC-iem 4.0
- grafika: MOS 6549 z 9" lub 12", rozdzielczość 40*25 lub 80*25 znaków

### SuperPET 9000
- procesor: 6502 i Motorola 6809, 1 MHz
- RAM: 96kB
- ROM: 48kB z kilkoma językami programowania
- grafika: MOS 6549 z 12" monitorem monochromatycznym, rozdzielczość 80*25 znaków
- interfejsy: MOS 6520 PIA, MOS 6522 VIA, MOS 6551 ACIA, RS-232, 2 porty magnetofonowe, IEEE 488

## Urządzenia peryferyjne

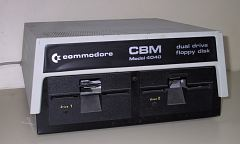
Stacja dysków 4040

Firma Commodore produkowała szereg urządzeń peryferyjnych dla PET-a wykorzystujących interfejs IEEE 488:
- Commodore 2031 – pojedyncza stacja dysków
- Commodore 4040 – podwójna stacja dysków
- Commodore 8050 – podwójna stacja dysków
- Commodore 8250 – podwójna stacja dysków o poczwórnej gęstości (quad density)
- Commodore 8280 – podwójna stacja dysków 8"
- Commodore SFD-1001 – pojedyncza stacja dysków o poczwórnej gęstości
- Commodore 9060 – dysk twardy o pojemności 5MB
- Commodore 9060 – dysk twardy o pojemności 7,5MB